# IMGSRC.RU
iMGSRC.RU — безкоштовний російський фотохостинг для зберігання необмеженої кількості цифрових зображень та альбомів.

## Назва
Назва сайту iMGSRC складається з 2 частин:
- <IMG> — HTML-тег, який використовується для оформлення зображень;
- <SRC> — це параметр тегу <IMG>, який вказує шлях до файлу зображення.

## Історія та функціонал
Роботу сервіс розпочав у січні 2006 року. До жовтня 2006 року кількість зареєстрованих користувачів становила вже близько 12 тисяч, а кількість завантажених зображень – близько 1 мільйона.
Всі зареєстровані користувачі мають можливість:
- зберігати дані необмежено за часом
- одночасно завантажувати до 300 файлів зображень, максимальний обсяг кожного 20 мегабайт, до 12 мегапікселів включно
- завантажувати зображення з мобільного телефону (раніше лише за допомогою MMS)
- змінювати порядок фотографій усередині альбому
- обмежити перегляд альбому третіми особами за допомогою пароля

Сервіс має систему призначення тегів до альбомів та пошук за ними, є можливість змінити скін сайту.
Пізніше до функціоналу було додано можливість спілкування між користувачами за допомогою коментарів до зображення. Авторів і альбоми, що сподобалися, стало можливим відзначати за допомогою опції «Вибране», формуючи таким чином свою особисту стрічку.
Для всіх зареєстрованих користувачів під час роботи з сервісом відсутня реклама.
Швидкість завантаження зображень, що переглядаються, і повної сторінки в середньому не більше 1 секунди.
У період популярності LiveJournal особливу актуальність для багатьох користувачів отримала можливість копіювання HTML-коду для вставки зображення у свій блог.
На липень 2022 року у базі сервісу було близько 75 мільйонів завантажених користувачами зображень і близько 1,5 мільйонів зареєстрованих користувачів. За даними на середину 2022 року середньомісячна відвідуваність сервісу становила 14 мільйонів унікальних користувачів на місяць.
На липень 2022 року сайт посідав перше місце в рейтингу Рамблер ТОП-100 у категорії «Культура та мистецтво / Фотографія».
За даними за червень 2022 року портал SimilarWeb сервіс iMGSRC.RU входить у ТОП-10 фотосайтів нарівні з flickr.com, shutterstock.com та gettyimages.com.
Робота сервісу висвітлювалася на спеціалізованих порталах в оглядах, присвячених найбільш популярним фотохостингам.

## Блокування в РФ
8 липня 2021 фотохостинг був тимчасово заблокований на території РФ. Повне розблокування було здійснено Роскомнадзором 9 серпня 2021 року.

## Критика
Сервіс критикували за недостатню модерацію, що дозволило розмістити на ньому фотографії дітей, у тому числі напівоголених, із коментарями сексуального характеру.